# Gardouch
Gardouch – miejscowość i gmina we Francji, w regionie Oksytania, w departamencie Górna Garonna.
Według danych na rok 1990 gminę zamieszkiwało 889 osób, a gęstość zaludnienia wynosiła 55 osób/km² (wśród 3020 gmin regionu Midi-Pireneje Gardouch plasuje się na 376. miejscu pod względem liczby ludności, natomiast pod względem powierzchni na miejscu 712.).